# Loi du 2 mai 1930 ayant pour objet de réorganiser la protection des monuments naturels et des sites de caractère artistique, historique, scientifique, légendaire ou pittoresque
Lire en ligne

lire sur Légifrance

La loi du 2 mai 1930 est une loi française ayant pour objet de réorganiser la protection des monuments naturels et des sites de caractère artistique, historique, scientifique, légendaire ou pittoresque. Elle crée les sites naturels classés ou inscrits.
Modifiée plusieurs fois, elle a été abrogée et codifiée en 2000 au livre III « Espaces naturels », titre IV « Sites », chapitre unique « Sites inscrits et classés »  du Code de l'environnement, soit les articles L. 341-1 à L. 341-15.

## Description

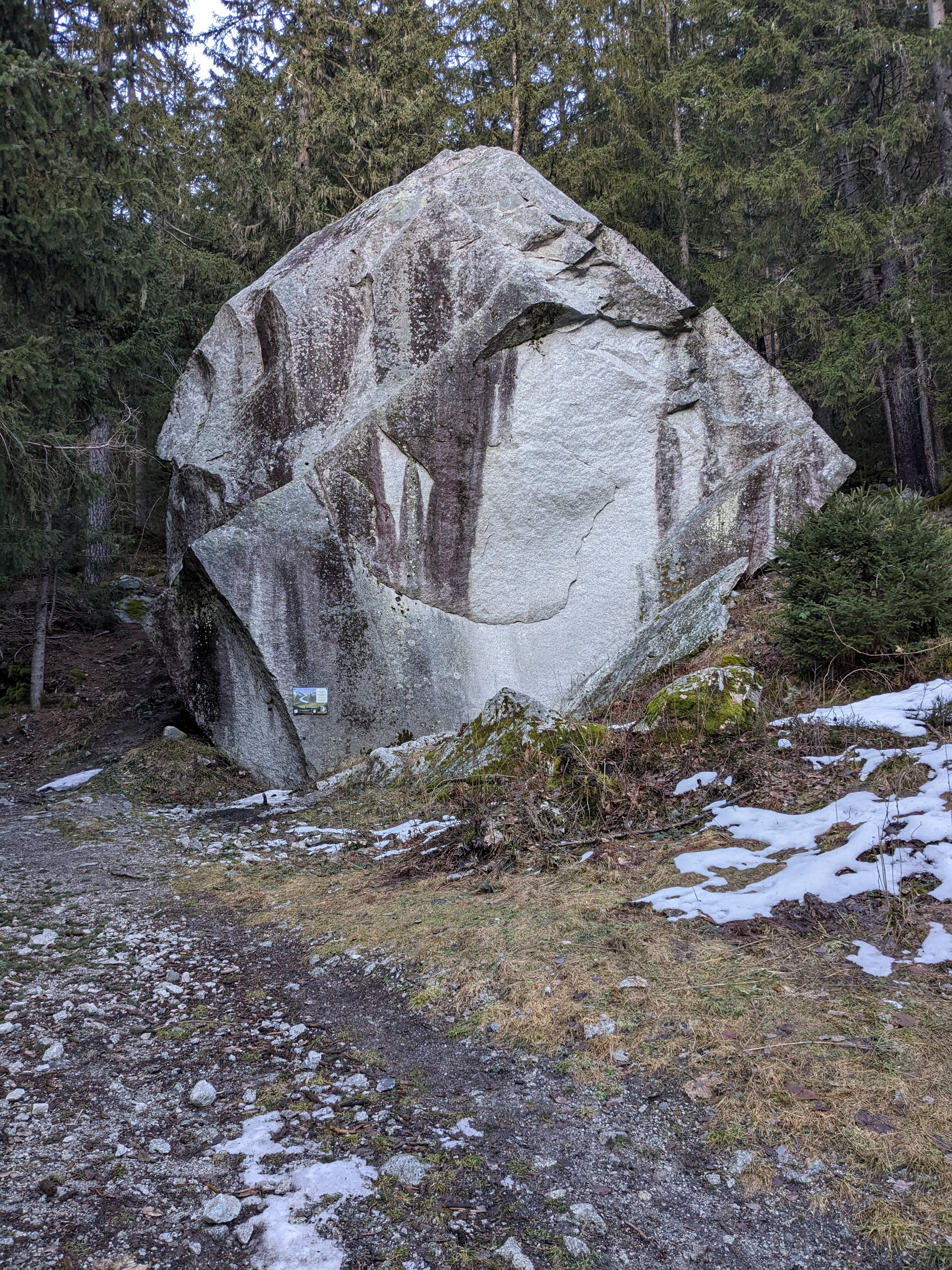
Bloc erratique de la Mer de Glace protégé au titre de la loi du 2 mai 1930.

Cette loi née à l'initiative du Touring club remplace la loi du 21 avril 1906 (sous l'instigation de Charles Beauquier) organisant la protection des sites et monuments naturels de caractère artistique.
Elle complète la loi de 1913 relative aux monuments historiques, et étend la notion (et la protection qu'elle suppose), à d'autres sites, pour tenir compte :
- des sites historiques n'étant pas nécessairement des bâtiments, mais qu'il convient de préserver (champs de bataille par exemple) ;
- des lieux de légendes, comme la forêt de Brocéliande ;
- des lieux considérés comme « typiques » du point de vue paysager.

En protégeant de nombreux paysages à forte naturalité, cette loi a eu des incidences positives en termes de protection de la nature, mais elle ne considère le paysage et les sites que du point de vue culturel.